# 신마루촌
신마루촌(新丸村)은 이시카와현 노미군에 존재했던 촌이다.

## 지리
- 현재의 고마쓰시 남부에 위치한다.
- 과소화가 진행 중이던 지역으로 1889년 2,139명이었던 인구가 1920년 1,863명, 1953년 864명으로 감소했다. 과소화 대책으로 나메코 재배, 송어 양식을 신마루촌에서 실시한 적도 있었다.
- 현재 구 신마루무라 지역에는 버스 노선이 없고, 국도 416호도 후쿠이현 경계의 다이니치 고개 전후 구간은 오랫동안 차량 통행 불가 구간이었으나 2018년 9월 9일에 개통되었다. 다만, 도로 폭이 좁고 마주 오는 차량과의 교행이 어렵기 때문에 도로 상태가 좋다고는 할 수 없다.
- 구 도리고에촌과의 경계에는 오히카와 댐의 호수가 있으며, 옛 오하라의 마을은 이 호수 아래에 있다.
- 실제로 구 신마루촌으로 향하는 도로는 모두 겨울철에는 폐쇄되어 있다.

## 역사
- 1889년 4월 1일 - 정촌제 시행에 의해 노미군 신마루촌이 성립하였다.
- 1956년 9월 30일 - 고마쓰시에 편입되었다.